# Hanna Johannesson
Hanna Sofia Johannesson, född Sköldberg 13 februari 1970 i Gudmundrå församling i Västernorrlands län, är en svensk mykolog. Hon är innehavare av den Bergianska professuren vid Kungliga Vetenskapsakademien.

## Biografi
Hanna Johannesson gick sin grundutbildning i biologi vid Uppsala universitet 1990–1995 varefter hon disputerade för filosofie doktorsexamen år 2000 vid Sveriges lantbruksuniversitet i Uppsala. 
2013 blev Johannesson professor vid Uppsala universitet och 2022 övertog hon den adjungerade professuren professor Bergianus vid Stockholms universitet. Johannessons forskningsområde ligger i gränslandet mellan mykologi och evolutionsbiologi. I sin forskning har hon särskilt fördjupat sig i studier av svamparnas arvsmassa. Hon studerar hur nya genetiska varianter uppstår och nedärvs, och vilken enhet i den biologiska hierarkin som det naturliga urvalet verkar på.
Hon är ledamot i Kungliga Vetenskapsakademiens sjätte klass för biologiska vetenskaper. Hon är även ledamot i Kungliga Vetenskapssamhället i Uppsala och Kungliga Vetenskaps-societeten i Uppsala. Sommaren 2023 var Hanna Johannesson en av sommarpratarna i Sommar i P1.
Hon är gift med Henrik Johannesson med vilken hon har tre söner.